# Zina (Camerún)
Zina es una comuna camerunesa perteneciente al departamento de Logone-et-Chari de la región del Extremo Norte.
En 2005 tiene 35 572 habitantes, de los que 1690 viven en la capital comunal homónima.
Se ubica sobre la carretera P28, a medio camino entre Yamena y Maroua. El territorio de la comuna es fronterizo con Chad por el este.

## Localidades
Comprende, además de Zina, las siguientes localidades:
- Ablankay
- Alaven
- Alawa
- Alvakay I
- Alvakay II
- Balgué
- Balveï
- Bogo
- Daboulao
- Dafen
- Davagan
- Dbsa
- Diegere
- Douing
- Douing
- Gala
- Galami
- Gouarazi
- Gouba
- Hamadou
- Ivie
- Kadam
- Lahay
- Margdaré
- Margwé
- Maskalay
- Nkarse
- Nkhodeuni
- Oudio
- Padelevi
- Pinelvi
- Sarassara
- Sifna
- Sker
- Tchanyaré
- Zama
- Zoumouzi